# Hydra (1889)
Hydra (gre. Υδρα) – grecki okręt pancerny typu Hydra. Jego nazwa pochodzi od Hydry, jednej z wysp w Zatoce Sarońskiej, która odegrała kluczową rolę w morskich zmaganiach w czasie wojny o niepodległość Grecji. Został zamówiony w 1885 roku jako odpowiedź na kryzys na Bałkanach i osmańską ekspansję morską. Okręt został zwodowany w 1889 roku i dostarczony Grecji w roku 1892. Był uzbrojony w trzy działa kalibru 274 mm i pięć kalibru 150 mm. Osiągał prędkość maksymalną 17 węzłów.
„Hydra” i jej siostrzane okręty brały udział w wojnie grecko-tureckiej w 1897 roku aż do interwencji mocarstw europejskich, która uniemożliwiła wykorzystanie przez Greków swojej przewagi nad flotą osmańską. „Hydra” wzięła też udział w I wojnie bałkańskiej w bitwie koło przylądka Elli i była obecna w czasie bitwy koło Lemnos, lecz okazała się za wolna, by zaangażować się w walkę z tureckimi okrętami. Nie brała udziału w I wojnie światowej, a po jej zakończeniu używana była jako artyleryjski okręt szkolny. Ostatecznie została złomowana w 1929 roku.

## Budowa i konstrukcja

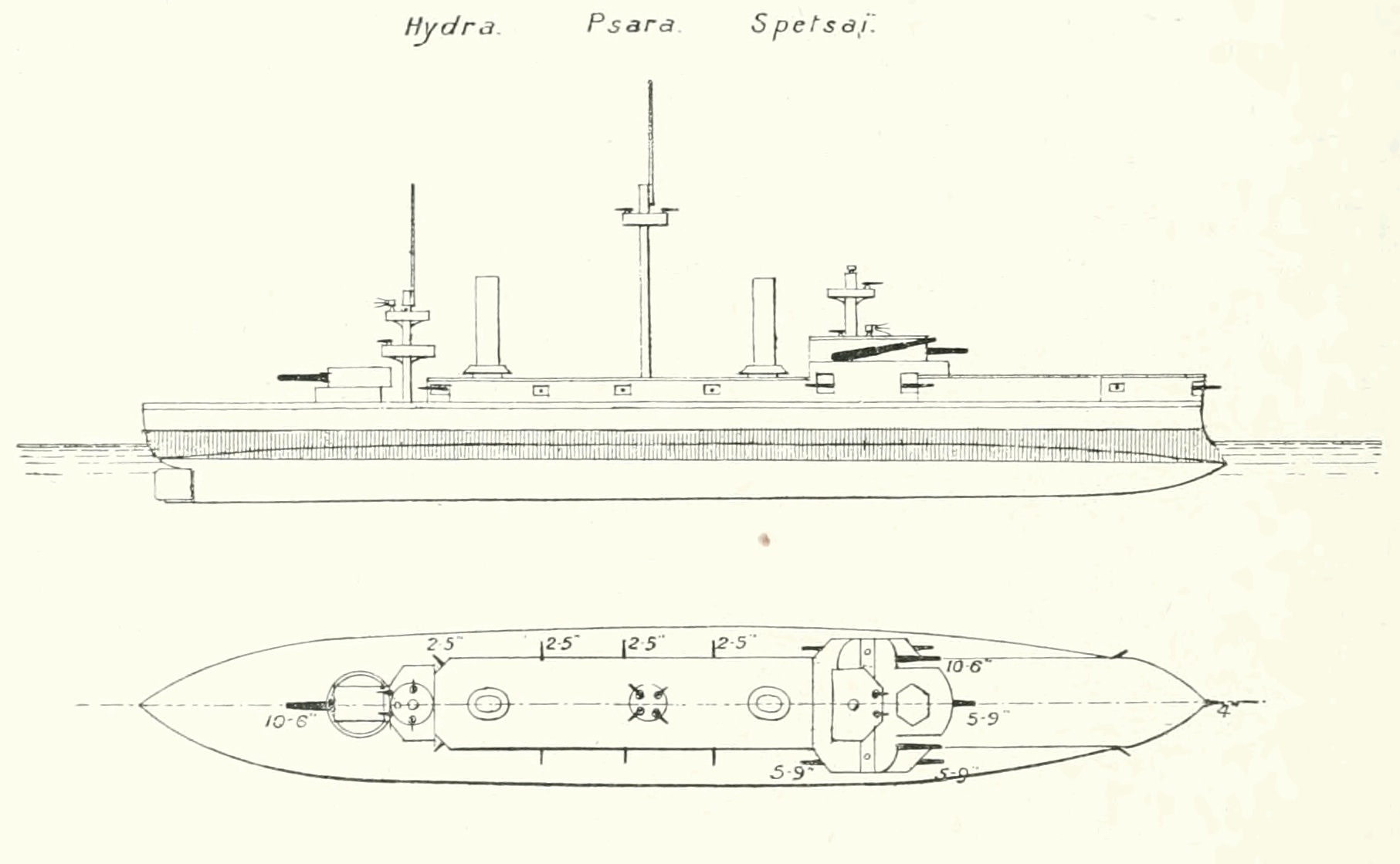
Szkic uzbrojenia i opancerzenia okrętów typu Hydra

W 1885 roku Grecja zamówiła trzy okręty pancerne typu Hydra. „Hydra” została zamówiona w stoczni Ateliers et Chantiers de la Loire w Saint-Nazaire we Francji, w czasie premierostwa Charilaosa Trikupisa. Okręt, którego nazwa pochodziła od wyspy Hydra, został zwodowany w 1889 roku i do roku 1892 został przekazany greckiej marynarce razem ze swoimi siostrzanymi jednostkami, „Spetsai” i „Psarą”. Okręt miał 102,01 m długości między pionami, 15,8 m szerokości i 5,5 m zanurzenia. Standardowo wypierał 4808 ton. Siłownia składała się z dwóch maszyn parowych potrójnego rozprężania zasilanych przez cztery cylindryczne kotły parowe. Moc maszyn wynosiła 6700 KM, co pozwalało okrętom osiągać prędkość maksymalną 17 węzłów. Zapas węgla wynosił 500 ton.
Uzbrojenie głównego kalibru „Hydry” składało się z trzech dział Caneta kalibru 274 mm. Dwa z nich zostały zamontowane na dziobie w dwóch barbetach po obu stronach nadbudówki; lufy dział miały długość 34 kalibrów (L/34). Trzecie działo, o długości lufy wynoszącej 28 kalibrów, zostało zamontowane w wieży na rufie. Uzbrojenie średniego kalibru składało się z czterech dział kal. 150 mm L/36 zamontowanych w kazamatach pod przednią artylerią główną, po dwie na każdej burcie, i piątego działa tego kalibru zamontowanego na pokładzie głównym pośrodku na dziobie. Okręt posiadał również kilka dział mniejszego kalibru do obrony przed torpedowcami, na które składały się cztery działa kal. 86 mm L/22, cztery działa 3-funtowe, cztery działa 1-funtowe i sześć 1-funtowych działek rewolwerowych. Okręt został też wyposażony w trzy wyrzutnie torpedowe kal. 356 mm. Opancerzenie jednostki wykonane było ze stali Creusota i typu compound. Główny pas pancerny miał grubość 300 mm, a artyleria główna chroniona była przez pancerz o grubości do 360 mm.

## Służba

### Wojna grecko-turecka 1897 i modernizacja
Udział okrętu w wojnie grecko-tureckiej w 1897 roku był znacznie ograniczony, jako że grecka marynarka nie była w stanie wykorzystać swojej wyższości nad flotą osmańską. W czasie konfliktu tureckie okręty pozostawały w portach, ale interwencja mocarstw europejskich uniemożliwiła Grekom wykorzystanie ich przewagi. Ciężar konfliktu przeniósł się na Kretę, która była celem międzynarodowej demonstracji morskiej w latach 1897-1898. Kompromis ustalony przez mocarstwa zwracał Kretę Imperium Osmańskiemu, lecz wyspa miała mieć greckiego księcia. W latach 1897–1900 „Hydra” i jej siostrzane okręty zostały częściowo przezbrojone; „Hydra” została zmodernizowana w stoczni Société Nouvelle des Forges et Chantiers de la Méditerranée w La Seyne. Działa najmniejszego kalibru zostały zastąpione przez jedno działo kalibru 99 mm na dziobie, osiem dział 9-funtowych, cztery 3-funtowe i dziesięć 1-funtowych działek rewolwerowych. Jedna z wyrzutni torpedowych kal. 356 mm została zastąpiona przez wyrzutnię kalibru 380 mm. W latach 1908–1910 wymieniono stare działa kal. 150 mm na nowszą wersję z lufą o długości 45 kalibrów.

### Wojny bałkańskie
Liga Bałkańska, której Grecja była członkiem, wypowiedziała wojnę Imperium Osmańskiemu w październiku 1912 roku. Dwa miesiące później turecka flota zaatakowała grecką marynarkę podczas próby przerwania blokady morskiej wokół Dardaneli. Osmańska flota, która składała się z dwóch przestarzałych pancerników, „Turgut Reis” i „Barbaros Hayreddin”, dziewięciu niszczycieli i sześciu kutrów torpedowych wypłynęła z Dardaneli o 9:30. Mniejsze jednostki pozostały u ujścia cieśniny, podczas gdy dwa pancerniki popłynęły na północ, trzymając się blisko brzegu. Grecka flota, składająca się z między innymi z krążownika pancernego „Georgios Averof” oraz okrętów typu Hydra, płynęła z wyspy Imroz na patrol w pobliżu Cieśniny Dardanelskiej. Po zauważeniu tureckich okrętów Grecy zmienili kurs na północno-wschodni, by przeciąć kurs nieprzyjaciela. Rozpoczęła się bitwa koło przylądka Elli. Jako pierwsi ogień otworzyli Osmanowie o 9:50 z odległości ok. 15 000 jardów; Grecy odpowiedzieli ogniem po 10 minutach, w czasie których odległość zmniejszyła się znacznie do 8500 jardów. O 10:04 tureckie okręty zakończyły zwrot o 180° i w niezorganizowanym odwrocie odpłynęły w stronę bezpiecznej cieśniny. Po niecałej godzinie były już z powrotem w Dardanelach.
Bitwa koło Lemnos spowodowana była tureckim planem zakładającym odciągnięcie szybkiego „Georgiosa Averofa” od Dardaneli. W tym celu krążownik pancernopokładowy „Hamidiye” przerwał grecką blokadę i wpłynął na Morze Egejskie. Turcy zakładali, że Grecy odeślą „Georgiosa Averofa”, by ten ścigał ich krążownik. Pomimo zagrożenia, jakie stwarzał „Hamidiye” dla greckich linii komunikacyjnych, dowódca greckiej floty nie zgodził się na odesłanie swojego najlepszego okrętu. Kiedy osmańska flota zauważyła grecki krążownik około 12 mil od Lemnos, rozpoczęła odwrót, a „Georgios Averof” rozpoczął pościg. Grecki okręt uzyskał kilka trafień zanim zaniechał pogoni. Ze względu na zbyt niską prędkość „Hydra” i jej siostrzane okręty zostały z tyłu i nie wzięły udziału w potyczce.

### I wojna światowa i okres powojenny
Do 1914 roku „Hydra” została wycofana z aktywnej służby i używana była jako szkolny okręt artyleryjski. W momencie wybuchu I wojny światowej pod koniec lipca 1914 roku, proniemiecki grecki monarcha Konstantyn I postanowił pozostać neutralny. W 1915 roku siły Ententy wylądowały w Salonikach, co było powodem napięć pomiędzy Francją a Grecją. W październiku 1916 roku „Hydra” i dwa kutry torpedowe uciekły do frakcji Elefteriosa Wenizelosa w czasie schizmy narodowej. Ostatecznie Francuzi przejęli grecką flotę 19 października; ciężkie jednostki zostały rozbrojone i przeniesione do rezerwy na resztę wojny. „Hydra” została wycofana ze służby w 1918 roku i skreślona z rejestru floty w roku następnym. W 1921 roku miała zostać sprzedana na złom, lecz powróciła do swojej dawnej roli jako szkolny okręt artyleryjski, w której służyła od 1922 do 1929 roku, kiedy została ostatecznie złomowana.